# Mohale's Hoek (stad)
 Mohale's Hoek  is de hoofdstad (Engels: district town, ook camp town) van het gelijknamige district in Lesotho. Er wonen ongeveer 25.000 inwoners.